# Georg Jacob Vollweiler
Georg Jacob Vollweiler (erròniament Johann Georg Vollweiler (Eppingen (Baden-Württemberg), 29 de novembre, 1770 - Heidelberg (Baden-Württemberg), 17 de novembre, 1847), va ser un compositor, educador musical i teòric musical alemany.

## Viure i actuar
Georg Jacob Vollweiler va viure primer com a professor de música i compositor a Frankfurt del Main, després a la casa de l'editorial André a Offenbach, on va donar classes de composició a Johann Anton André i Aloys Schmitt des de 1790 fins a 1791. Després va treballar com a professor de piano i composició a Heidelberg. Segons els seus contemporanis, era considerat un teòric de la música conscient. El seu fill Karl Vollweiler (1813–1847) també va ser un dels seus estudiants.
Vollweiler va compondre música de cambra, un mètode per a classes de piano que va ser publicat per Schott-Verlag Mainz, i un llibre d'himnes per a classes escolars.